# Comamonas serinivorans
Comamonas serinivorans es una especie de bacteria gramnegativa del género Comamonas. Fue descrita en el año 2014. Su etimología hace referencia a degradación de serina. Es aerobia y móvil por flagelo polar. Tiene un tamaño de 0,6-0,8 μm de ancho por 0,8-2 μm de largo. Temperatura de crecimiento entre 20-37 °C, óptima de 30 °C. Catalasa y oxidasa positivas. Se ha aislado de compost de paja en China. 